# SAX (Magazin)
SAX ist ein Stadtmagazin in Dresden. Das kostenpflichtige Magazin erscheint seit April 1990 monatlich und wird von der SAX Stadtmagazin UG (haftungsbeschränkt) mit Sitz in Dresden-Neustadt herausgegeben.
Das Magazin beschäftigt sich vor allem mit dem kulturellen Leben der Stadt und enthält einen umfangreichen Terminkalender und einen Kleinanzeigenteil.
Chefredakteur ist Uwe Stuhrberg, der Schriftsteller Jens Wonneberger ist seit 1992 Literaturredakteur und Angela Stuhrberg Filmredakteurin.
Die verbreitete Auflage beträgt 11.600 Exemplare. 1.600 davon werden an Abonnenten ausgeliefert.
Auf seiner Website betreibt das Magazin einen eigenständigen, von der Druckausgabe getrennten Kleinanzeigenbereich. Außerdem erscheinen hier Artikelauszüge der aktuellen Ausgabe und einzelne nur online verfügbare Artikel.
Das Magazin wird von Akontext Prag gedruckt. Der Einzelhandelsverkaufspreis beträgt 2,80 Euro.
Das Magazin uniSAX wird zweimal im Jahr zum Semesterbeginn herausgegeben.